# رایان کیسی
رایان کیسی (انگلیسی: Ryan Casey؛ زادهٔ ۳ ژانویهٔ ۱۹۷۹) بازیکن فوتبال اهل جمهوری ایرلند است.
از باشگاه‌هایی که در آن بازی کرده‌است می‌توان به باشگاه فوتبال کورک سیتی، باشگاه فوتبال سوانزی سیتی، و باشگاه فوتبال سنت پاتریک اتلتیک اشاره کرد.
وی همچنین در تیم ملی فوتبال Republic of Ireland U18 بازی کرده‌است.